# Voo Atlas Air 3591
O voo 3591 da Atlas Air era um voo regular de carga doméstico operado para Amazon Air entre o aeroporto de Miami e o aeroporto intercontinental George Bush em Houston. No dia 23 de fevereiro de 2019 o Boeing 767-375(ER)(BCF) que operava a rota caiu em Trinity Bay durante a aproximação a Houston, matando todos os dois tripulantes e um passageiro a bordo. O acidente ocorreu perto de Anahuac, Texas, ao leste de Houston, pouco antes das 12h45 (hora local) (18h45 UTC). Os destroços foram encontrados nas águas pouco profundas de Trinity Bay. Este acidente foi o primeiro acidente mortal de um 767 de carga e o primeiro acidente com vítimas mortais de um 767 desde o 2002 quando o voo 129 da Air China se chocou com um morro quando estava em aproximação em 15 de abril de 2002.

## O Acidente
O vôo 3591 se aproximava de Houston quando fez uma curva acentuada para o sul antes de iniciar uma descida rápida em direção ao solo. Testemunhas do acidente descreveram o avião entrando em queda livre; alguns também se lembraram de ter ouvido "o que parecia ser um relâmpago" antes do Boeing 767 atingir o solo.
Às 12h36 (hora local) (18h36 UTC), o contato de radar e rádio foi perdido. Não houve pedido de socorro. Pouco antes das 12h45 (hora local) (18h45 UTC), o voo 3591 caiu na extremidade norte de Trinity Bay em Jack's Pocket. A área de água está dentro do condado de Chambers, Texas, e próxima a Anahuac.
A Federal Aviation Administration (FAA) emitiu um alerta após a perda de contato por radar e rádio a cerca de 30 milhas (50 km) a sudeste de seu destino. Os controladores de tráfego aéreo tentaram pelo menos duas vezes entrar em contato com o vôo, sem resposta. Os controladores perguntaram aos pilotos a bordo de dois voos próximos se eles viram um local de acidente, ambos disseram que não.
A Guarda Costeira dos Estados Unidos despachou um helicóptero e vários barcos para procurar sobreviventes. Diversas outras agências também responderam. O maior pedaço de destroços de aeronave encontrado tinha menos de 15 m de comprimento. Alguns dos destroços tinham o logotipo da Amazon visível. O local do acidente só era acessível por hidroavião e helicóptero, com profundidade da água variando de zero a cinco pés (1,5 m), com terreno parcialmente pantanoso e coberto com lama.

## O Avião
O Boeing 767-375ER (MSN 25865/430) tinha o registro N1217A e case 27 anos de idade no momento do acidente, sendo construído em 1992. Foi entregue originalmente pela Canadian Airlines, mas começou a operar pela China Southern Airlines através da GPA, uma companhia de leasing de aviões. Em 1997 foi transferido a LAN Airlines onde voou durante 19 anos antes de ser armazenado em janeiro de 2016. Foi convertido em cargueiro em abril de 2017, e posto em serviço para Amazon Prime Air por Atlas Air. Em agosto de 2018 Amazon baptizou dois aviões com o nome CustomAir Obsession, incluído o N1217A. O nome, pintado justo de trás das janelas da cabine de comando, fazia referência a "customer obsession", um dos princípios de Amazon. O aparelho acumulava mais de 90 000 horas de voo em 23 000 ciclos e estava equipado com dois motores GE CF6-80.

## Relatório final
Em 6 de agosto de 2020, a NTSB publicou o relatório final do acidente em seu website, que afirmava:
A NTSB determina que a causa provável deste acidente foi a resposta inadequada do primeiro oficial como piloto a uma ativação inadvertida do modo "go-around", o que levou a sua desorientação espacial e entradas de controle de nariz para baixo que colocaram o avião em uma descida íngreme da qual a tripulação não se recuperou. Contribuindo para o acidente foi a falha do capitão em monitorar adequadamente o percurso de vôo do avião e assumir o controle positivo do avião para intervir efetivamente. Também contribuíram as deficiências sistêmicas na seleção da indústria da aviação e nas práticas de medição de desempenho, que não conseguiram resolver as deficiências relacionadas à aptidão do primeiro oficial e à resposta ao estresse mal-adaptativo. Também contribuiu para o acidente a falha da Administração Federal de Aviação em implementar o banco de dados de registros de pilotos de forma suficientemente robusta e oportuna.
A NTSB descobriu que a descida tinha prosseguido normalmente até que o modo "go-around" fosse acionado e o piloto automático e o acelerador automático da aeronave aumentassem a impulsão do motor e o passo do nariz para cima, conforme projetado. Nem o piloto reconheceu verbalmente que o modo "go-around" havia sido acionado nem tomou nenhuma ação aparente para desativá-lo. Momentos depois, o primeiro oficial fez entradas de controle de vôo com o nariz para baixo para a recuperação da parada, mas os sistemas de aviso de parada da aeronave não tinham sido acionados e os dados do FDR eram inconsistentes com uma aeronave em condição de parada: 2 O NTSB concluiu que o primeiro oficial provavelmente acertou o interruptor de parada acidentalmente com seu pulso esquerdo ou seu relógio de pulso enquanto manipulava a alavanca do freio de velocidade próxima e que nenhum dos pilotos percebeu que o modo de vôo automático da aeronave tinha sido alterado. Os procedimentos estabelecidos exigiam que o piloto monitorasse (neste caso, o capitão) para imediatamente desengatar o piloto automático e o acelerador automático e chamar mudanças na altitude e velocidade do ar em uma cabine suspeita, mas nenhum dos pilotos o fez, 27 enquanto as entradas de controle de vôo do primeiro oficial eram suficientemente agressivas para anular o piloto automático, 20 investigadores concluíram que o capitão estava distraído realizando outras tarefas e falhou em monitorar o desempenho da aeronave 
A NTSB concluiu que a aeronave provavelmente estava voando em IMC sem o solo visível quando o modo "go-around" foi acionado, e o primeiro oficial muito provavelmente experimentou uma ilusão somatogravita, a falsa sensação de que se está inclinando para trás durante a aceleração para frente inesperada, na ausência de pontos de referência visíveis. Pilotos com proficiência limitada em vôo por instrumentos têm uma tendência bem documentada de ignorar os instrumentos de vôo e agir instintivamente em reação a esta ilusão: ix, 40-41 Os investigadores concluíram que os pilotos não conseguiam ver o solo até que a aeronave saísse das nuvens aproximadamente 3.000 pés (910 m) acima da baía, momento em que a recuperação segura da descida íngreme teria sido impossível
A NTSB foi incapaz de determinar por que o primeiro oficial pedalou a chave EFI antes do acidente; no entanto, a ciclagem da chave EFI no 767 é geralmente feita para resolver o apagamento intermitente do mostrador e não altera a fonte dos dados mostrados no mostrador, e a NTSB concluiu que "qualquer anomalia de mostrador EFIS que o FO [primeiro oficial] tenha experimentado foi resolvida a contento de ambos os tripulantes (pela ciclagem da chave EFI pelo FO) antes de ocorrerem os eventos relacionados com a seqüência do acidente".

## Na cultura popular
O acidente vai aparecer na temporada 23 do programa Mayday! Desastres Aéreos.